# Pedagogický výzkum
Pedagogický výzkum je plánované získávání údajů o edukační realitě. Bývá realizován pedagogickými výzkumníky. Cílem je, aby jeho výsledky zkvalitnily výchovu a vzdělávání. Pedagogický výzkum spadá do oblasti výzkumu v sociálních vědách.

## Výzkum v sociálních vědách
Cílem výzkumu v sociálních vědách je 
„... získat poznatky, jež popisují a vysvětlují svět kolem nás. Výzkum charakterizuje kombinace všech těchto znaků: jde o proces shromažďování údajů/dat, je systematický, problematizuje a syntetizuje dosavadní znalosti, zahrnuje kritickou analýzu, vede ke zvyšovaní znalostí. Jedním z požadavků je také představa, že výzkum má být řízen dosavadními teoriemi a z nich odvozenými hypotézami. Jeho provádění lze popsat pomocí různých schémat a modelů, které nám pomáhají provádět opakovatelný a verifikovatelný výzkum.” 
Výsledky výzkumu v sociálních vědách (oproti vědám přírodním) však podléhají určitému zkreslení a redukci dat ze strany výzkumníka (konstrukcí výzkumu, jeho analýzou, publikační zprávou), ale i ze strany čtenáře (myšlením, vzděláním čtenáře). Redukce a zkreslení se oproti přírodním vědám děje díky absenci úplně popsaného přirozeného systému, tudíž díky přítomnosti neúplně popsaného přirozeného systému (v sociálních vědách není možné kontrolovat vždy naprosto všechny proměnné, protože ani nevíme, jaké všechny proměnné jsou). Proto platnost výsledků výzkumu v sociálních vědách má vždy určitou míru pravděpodobnosti, nikdy však není absolutní.

## Definice pedagogického výzkumu
Podle pedagogického slovníku je pedagogický výzkum: 
"Vědecká činnost zaměřená na systematický popis, analýzu a objasňování edukační reality. Většinou se chápe jako empirický výzkum, avšak zahrnuje též základní (teoretický) výzkum. Vyznačuje se dnes interdisciplinárním pojetím a širokým tematickým záběrem, tj. zabývá se vzdělávacími procesy v pracovní, politické, manažerské, sportovní, vojenské aj. oblastech.” 
Cílem pedagogického výzkumu je systematická práce v popisu, analýze a objasňování různých jevů týkajících se edukační reality. Pedagogický výzkum zkoumá objekty této reality s různou povahou, tudíž existují také různé druhy a funkce pedagogického výzkumu.

## Dělení pedagogického výzkumu dle přístupů
Pedagogický výzkum lze dle přístupů dělit na tři základní typy - kvalitativní, kvantitativní, smíšený.

### Kvalitativní přístup
Kvalitativní metodologický přístup filozoficky vychází z fenomenologie, interpretativismu, konstruktivismu, humanismu a řadí se mezi syntetické metodologické orientace. 
“Kvalitativní přístup je proces zkoumání jevů a problémů v autentickém prostředí s cílem získat komplexní obraz těchto jevů založený na hlubokých datech a specifickém vztahu mezi badatelem a účastníkem výzkumu. Záměrem výzkumníka provádějícího kvalitativní výzkum je za pomoci celé řady postupů a metod rozkrýt a reprezentovat to, jak lidé chápou, prožívají a vytvářejí sociální realitu.” 
Kvalitativní výzkum si klade za cíl zjistit naprosto nové informace o zkoumaném problému. Jeho výsledky se točí kolem generování nových hypotéz a teorií. Taktéž popisuje ještě nepopsané jevy, nebo popisuje popsané jevy novým, bohatším způsobem. Logické usuzování je v kvalitativním výzkumu induktivní. 
Analýza v kvalitativním výzkumu spočívá v označení dat pojmy, nikoliv čísly. Analýza je tedy nenumerická.

### Kvantitativní přístup
Kvantitativní metodologický přístup filozoficky vychází z novopozitivismu a pragmatismu a řadí se mezi analytické metodologické orientace. 
“Podstatou kvantitativního výzkumu je výběr jasně definovaných proměnných, sledování jejich rozložení v populaci a měření vztahů mezi nimi. Logické usuzování je v kvantitativním přístupu deduktivní: na počátku je existující teoretické tvrzení, které je na základě precisní operacionalizace převedeno do hypotéz a následně ověřováno. Výstupem výzkumu je ověření určité hypotézy či teorie. Takto provedený výzkum umožňuje zobecnění získaných výsledků a formulování obecně platných pravidel. Pokud provedeme náhodný výběr a otestujeme hypotézu na náhodném reprezentativním vzorku, můžeme použít statistické testy významnosti."
Kvantitativní výzkum hledá vztahy mezi proměnnými, nebo vztahy mezi proměnnými ověřuje. Zakládá tak na již existujícím významu pro daný jev. Logické usuzování je deduktivní. 
Analýza spočívá v označení daty čísly, které s těmito daty následně umožňují matematické operace.

### Smíšený výzkumný přístup
Můžeme se setkat s definicí Creswella a Clarka z roku 2007, přeloženou do slovenštiny Šmidekovou:
“Zmiešaný prístup je výskumný design s filozofickými predpokladmi a rovnako aj metódami poznania. Ako metodológia, v sebe zahŕňa filozofické koncepty, ktoré vedú smerovanie zberu, analýzy a kombinácie kvalitatívnych a kvantitatívnych prístupov v mnohých fázach výskumného procesu. Ako metóda, je zameraný na zber, analýzu a kombináciu oboch, kvalitatívnych a aj kvantitatívnych dát v jednej výskumnej štúdii, alebo sérii štúdií. Základným predpokladom by ale malo byť, že využitie kvantitatívneho a kvalitatívneho prístupu, v kombinácii, nám zabezpečí lepšie pochopenie výskumných problémov, ako použitie jedného prístupu osamote.”
Smíšený přístup tedy kombinuje oba přístupy a to především pro bohatost získaných dat a velkou možnost komplexního pochopení studovaného jevu.

## Komunikace výsledků pedagogického výzkumu
Výsledky pedagogického výzkumu jsou jak odborné komunitě, tak i odborné veřejnosti komunikovány především publikováním a prezentacemi na konferencích.

### Publikace
Častou formou komunikace výsledků pedagogického výzkumu je text v podobě monografií a sborníků, nebo vědeckých recenzovaných časopisů.
Podle článku Archivováno 8. 12. 2017 na Wayback Machine. Národního institutu dalšího vzdělávání a zprávy Rady pro výzkum, vývoj a inovace z roku 2015 jsou k dispozici následující odborné vědecké recenzované neimpaktované pedagogické časopisy (vypsány pouze ty, na kterých se shodují oba články):
- Andragogika Archivováno 13. 11. 2017 na Wayback Machine.
- Aula
- Didaktické studie
- e-Pedagogium
- Orbis scholae
- Paidagogos
- Pedagogická orientace
- Pedagogika
- Sociální pedagogika
- Speciální pedagogika
- Studia paedagogica

### Konference
Každým rokem jsou výsledky prezentovány na národních konferencích České asociace pedagogického výzkumu.

## Pedagogický výzkum v České republice
Pedagogický výzkum v České republice je tvořen především na vysokých školách, na fakultách pedagogických, filozofických a někdy i přírodovědných a v institutech spadajících pod Ministerstvo školství, mládeže a tělovýchovy. Tato pracoviště se zaměřují na pedagogiku, oborové didaktiky či pedagogickou psychologii.

### Financování pedagogického výzkumu
Pedagogický výzkum v České republice je financován především Grantovou agenturou České republiky, která je jedinou institucí v zemi poskytující podporu základního výzkumu z veřejných prostředků.
Financován také bývá fakultami vysokých škol. Na Filozofické fakultě Masarykovy univerzity je to například Děkanský grant Archivováno 1. 2. 2018 na Wayback Machine..

### Česká asociace pedagogického výzkumu
V České republice byla 21. května 1992 založena Česká asociace pedagogického výzkumu (ČAPV) s jejím prvním předsedou prof. Janem Průchou. Asociace byla založena s myšlenkou vzájemného sdílení vědeckých poznatků, odborné koordinace a uchopení změn ve školství.
Dnes je posláním Archivováno 7. 12. 2017 na Wayback Machine. ČAPV “zkvalitňování vzdělávacího procesu prostřednictvím pedagogického výzkumu, vzájemná výměna informací mezi pracovníky pedagogického výzkumu, šíření výsledků pedagogického výzkumu a jejich praktická aplikace. Pedagogický výzkum je chápán v širokém interdisciplinárním pojetí - jako všechny výzkumné aktivity v oblasti výchovy, vzdělávání a školství.”

## Etika pedagogického výzkumu
Česká asociace pedagogického výzkumu má svůj vlastní etický kodex, který je závazný pro všechny její členy. Podkladem pro kodex jsou kodexy organizací AERA a BERA. Kodex je upraven pro české pedagogické prostředí, podrobně o něm píšou ve své stati Jan Průcha a Roman Švaříček.

### Některé vybrané zásady etiky českého pedagogického výzkumu

#### Anonymita účastníků výzkumu
Výzkumníci zajistí sesbíraná data tak, aby nemohlo dojít k odhalení pravé identity účastníků výzkumu. To znamená, že veškeré kontaktní údaje, jména, či snad místa výkonu jejich povolání jsou nahrazena pseudonymy a fiktivními názvy, pokud jsou data s těmito údaji publikována. Uchování nepublikovaných dat se řídí zákonem o ochraně osobních údajů a výzkumník musí zajistit, aby byla chráněna před odcizením.

#### Souhlas účastníků výzkumu
Výzkumník by měl mít písemný souhlas každého účastníka výzkumu s účastí na výzkumu. Tato účast by měla být dobrovolná a vědomá.

## Pedagogický výzkum v zahraniční
Zahraniční pedagogický výzkum je velmi rozvinutý a podporován institucionálně - především univerzity mu tvoří silnou základnu. Komunikace vědeckých výsledků mimo publikace také probíhá skrze mezinárodní vědecké konference. V Evropě především přes European Educational Research Association (EERA), European Association for Research on Learning and Instruction (EARLI) či Consortium of Institutions for Development and Research in Education in Europe (CIDREE). V USA je to pak American Educational Research Association (AERA). Nejrůznější speciální obory jsou reprezentovány množstvím časopisů přinášejících vědecké výsledky.